# Paulo César Lima
Paulo César Lima også kendt som Caju (født 16. juni 1949 i Rio de Janeiro, Brasilien) er en tidligere brasiliansk fodboldspiller (angriber), der med Brasiliens landshold vandt guld ved VM i 1970 i Mexico. Han spillede fire af brasilianernes seks kampe under turneringen, men var ikke på banen i hverken semifinalen eller finalen. I alt nåede han at spille 57 landskampe, hvori han scorede 10 mål. Han deltog også ved VM i 1974 i Vesttyskland.
Caju spillede på klubplan for en lang række klubber i såvel hjem- som udlandet. Han var blandt andet tilknyttet alle de fire Rio de Janeiro-storklubber, Botafogo, Flamengo, Vasco da Gama og Fluminense. Han havde også et ophold i Frankrig hos Olympique Marseille.

## Klubber
- 1967-1972  Botafogo
- 1972-1974  Flamengo
- 1974-1975  Marseille
- 1975-1977  Fluminense
- 1977-1978  Botafogo
- 1978-1979  Grêmio
- 1980  Vasco da Gama
- 1981  Corinthians
- 1982-1983  AS Aix
- 1983  Grêmio